# Kiparíssovo
Kiparíssovo (en rus: Кипарисово) és un poble del krai de Primórie, a l'Extrem Orient de Rússia, que en el cens del 2010 tenia 875 habitants.